# Кагасофф, Дарен
Да́рен Ма́ксвелл Ка́гасофф (англ. Daren Maxwell Kagasoff; род. 16 сентября 1987, Энсино, Калифорния) — американский актёр, известный благодаря роли Рики Андервуда в сериале «Втайне от родителей».

## Карьера
После уроков актёрского мастерства Кагасофф начал ходить на всевозможные кастинги и прослушивания, где и был замечен Брэндой Хамптон, после чего он получил роль Рики Андервуда в сериале «Втайне от родителей» на АВС Family. Эта роль прославила начинающего актёра. Номинировался на премию Teen Choice Awards, но награду не получил. Съёмки сериала велись с 2008 по 2013 год.

## Фильмография
| Год       |   | Русское название       | Оригинальное название                    | Роль          |
| --------- | - | ---------------------- | ---------------------------------------- | ------------- |
| 2008—2013 | с | Втайне от родителей    | The Secret Life of the American Teenager | Рики Андервуд |
| 2014      | с | Блю                    | Blue                                     | Дарен         |
| 2014      | ф | Делириум               | Delirium                                 | Алекс Шитс    |
| 2014      | ф | Уиджи: Доска Дьявола   | Ouija                                    | Тревор        |
| 2014      | с | Сталкер                | Stalker                                  | Эрик Бейтс    |
| 2015      | с | Красные браслеты       | Red Band Society                         | Хантер Коул   |
| 2017      | с | Спецназ города ангелов | SWAT                                     | Гордон        |
| 2019      | с | Деревня                | The Village                              | Гейб Делука   |
| 2022      | ф | Двойная петля          | Devotion                                 | Билл Кениг    |